# Кузнецов, Владимир Павлович
Владимир Павлович Кузнецов (3 августа 1938, Нерехта, Костромская область — 17 июня 2012, Москва) — советский и российский военный деятель, генерал-полковник.
Начальник инженерных войск Министерства обороны СССР (1987—1991) и Российской Федерации (1993—1999).

## Биография
Родился 3 августа 1938 года в городе Нерехта Костромской области. В 1955 году окончил среднюю школу № 5 в городе Севастополе.
В 1955 году был призван в ряды Вооружённых Сил.
В 1958 году окончил Ленинградское военно-инженерное училище, после чего служил на должности командира взвода в отдельном инженерно-сапёрном батальоне (Симферополь) особого армейского корпуса Одесского военного округа. Участник разминирования Крыма, Николаевской и Херсонской областей. В 1962 году принимал участие в разминировании Республики Алжир.
После окончания в 1972 году Военно-инженерной академии имени В. В. Куйбышева служил в Группе советских войск в Германии на должностях заместителя командира и командира понтонно-мостового полка, а также начальника инженерных войск армии.
В 1979 году закончил Военную академию Генерального штаба имени К. Е. Ворошилова.
С 1979 года служил на должностях заместителя начальника инженерного управления штаба Прикарпатского военного округа, а с 1982 года начальником управления
В 1983 году был назначен на должность начальника инженерных войск Ставки Главного командования на Дальневосточном театре военных действий, в 1987 году — на должность начальника инженерных войск Министерства обороны СССР.
Организатор инженерного обеспечения  военных действий в Афганистане и ввода войск в Чеченскую республику в 1994 г.
В 1989 году Кузнецову было присвоено воинское звание генерал-полковник.
В 1993 году был назначен на должность начальника инженерных войск Министерства обороны Российской Федерации.
В 1999 году вышел в отставку.
Владимир Павлович Кузнецов умер 17 июня 2012 года в Москве. Похоронен на Троекуровском кладбище.

## Награды
- Орден Трудового Красного Знамени;
- Орден Красной Звезды;
- Орден «За службу Родине в Вооружённых Силах СССР» 2 и 3 степеней;
- Орден «За военные заслуги»;
- Медали;
- Государственная премия в области науки и техники.

Почётные звания
- Заслуженный военный специалист Российской Федерации (сентябрь 1997 года).